# Машезеро (Прионежский район)
Ма́шезеро (карел. Muašjärvi) — деревня в Прионежском районе Республики Карелия, административно входит в состав Нововилговского сельского поселения.

## География
Расположена на северо-восточном берегу озера Машезеро.

## История
С конца XVI века имелись две деревянные церкви — на берегу приписная во имя Святителя Василия Великого и к западу от деревни на острове Ильинском главная приходская, бывшая монастырская церковь во имя Святого пророка Илии.
Ильинская церковь была монастырской, храмом, основанного в 1563 году Машезерского Ильинского мужского монастыря. Монастырь основал Иоасаф Машезерский, по некоторым источникам, бывший игумен Свирского монастыря. Монастырь был упразднён в 1764 году и ныне не существует, могила Иосафа Машезерского не сохранилась. Храм был перестроен купцом Е. Г. Пименовым в 1860-е годы, в нём хранились местночтимая икона Святого Илии и Евангелие XVI века.
Исторические части поселения — Горянковская (Гореевщина), Вислякова (Висляковская), Терехова.
В 1930-е годы Машезеро являлось центром Машезерского сельсовета, в который также входили населённые пункты Лососинное, Лососинская плотина, Лососинское строительство, лесной посёлок Лососинский квартал № 10, Машезерская плотина, посёлок имени Гюллинга

## Население
В 1890-х годах в деревне проживало 207 человек.
Численность населения в 1905 году составляла 201 человек.
| 2002 | 2009 | 2010 | 2013 |
| ---- | ---- | ---- | ---- |
| 15   | ↘4   | ↗14  | ↗17  |

## Иллюстрации

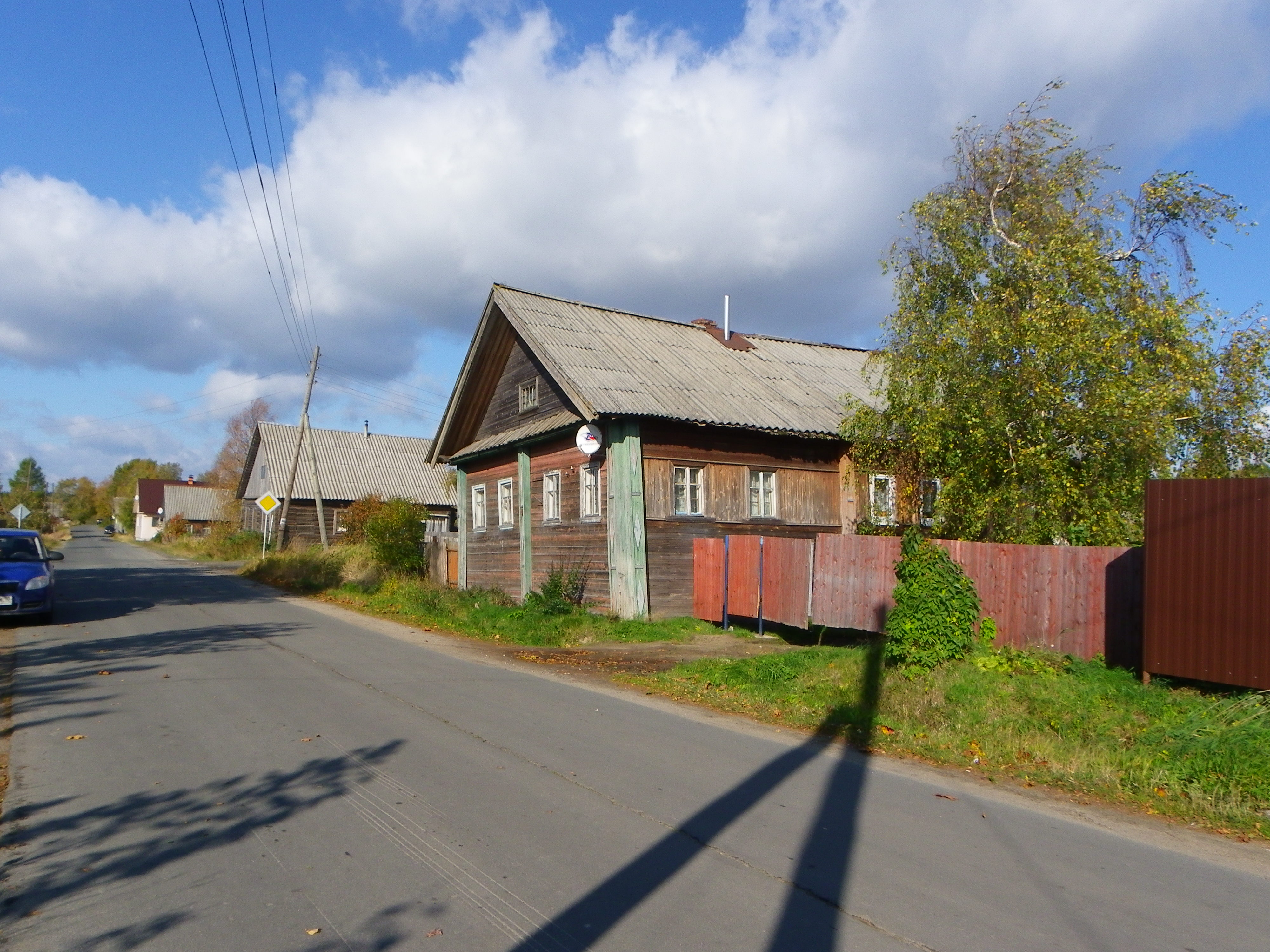
Центральная улица Машезера